# Stadio Gaetano Bonolis
Lo stadio Gaetano Bonolis è uno stadio calcistico della città di Teramo, situato nella località di Piano d'Accio, omologato  per 8840 posti a sedere ma con una capienza massima di circa 12000 spettatori. 
L'impianto è stato realizzato da una società privata (Verdebosco srl) per conto del comune di Teramo, che lo ha dato in gestione per 30 anni alla stessa società in cambio della costruzione dell'impianto. Alla fine dei 30 anni di gestione, il comune lo riavrà indietro a titolo gratuito. Inizialmente la società Verdebosco doveva essere composta al 50% da privati e dal restante 50% dalla Teramo Calcio; in seguito al fallimento sportivo della società avvenuto nel 2008, durante la gestione Malavolta, le quote sono state vendute e la società non è più co-proprietaria dell'impianto come inizialmente previsto.
Il 12 giugno 2019 è stato siglato un accordo tra Sabatino Cantagalli, titolare della Verdebosco S.r.l. e Franco Iachini, presidente nella nuova società Teramo Calcio, per la cessione della gestione dello stadio.

## Storia
Il 14 aprile 2006 c'è stata la firma della convenzione per la realizzazione dello stadio e del vicino centro commerciale.
Da settembre 2006 sono iniziati i lavori per la costruzione del nuovo stadio, con la capacità di 7.499 posti, e con la possibilità di ampliamento a 13.000 posti nel caso in cui il Teramo arrivi a giocare in categorie superiori. L'inaugurazione del nuovo stadio fu giovedì 27 marzo 2008 con un triangolare fra Teramo, Valle del Giovenco e Celano, con una terna arbitrale tutta abruzzese composta dai teramani Simone Di Francesco, Mauro Dioletta e Antonio Cinque. La prima gara ufficiale si è svolta il 20 aprile 2008 contro il Viareggio, terminata con il risultato di 1-0 per la compagine teramana.
Lo stadio è composto da 4 settori: curva Sud, curva Nord (settore ospiti), e tribuna Est (o Distinti) sono i settori scoperti, mentre la tribuna Ovest è interamente coperta. In occasione di Teramo-Pontedera i tifosi di casa hanno stracciato il record di presenze dello stadio: come puntualizzato sul sito ufficiale della società abruzzese, hanno assistito alla partita 6 790 tra paganti e abbonati, ai quali vanno aggiunti i circa 400 che occupavano il settore distinti nell'ambito di diverse iniziative (Progetto “Sono sportivo tifo positivo, Scuole Calcio, Scuola “San Berardo” e gli amici della pallamano femminile), quindi circa 7200 spettatori.
Lo stadio ha ospitato inoltre concerti di rilevanza tra i quali quelli di Jovanotti, dei Pooh e di Vasco Rossi nell'estate 2008, quelli di Tiziano Ferro e Laura Pausini nell'estate 2009 e quello di Caparezza nell'estate 2012.
Il 31 gennaio 2014, il consiglio comunale della città ha deciso di intitolare lo stadio comunale di Piano d'Accio a Gaetano Bonolis, storico medico sociale del club morto il 20 aprile 2013.

La cerimonia di intitolazione dello stadio comunale è stata fatta il 27 aprile 2014, nella gara casalinga contro il Messina in cui si è scoperta la gigantografia del compianto dottore realizzata su tela e posizionata nell'ingresso del corridoio che conduce agli spogliatoi.

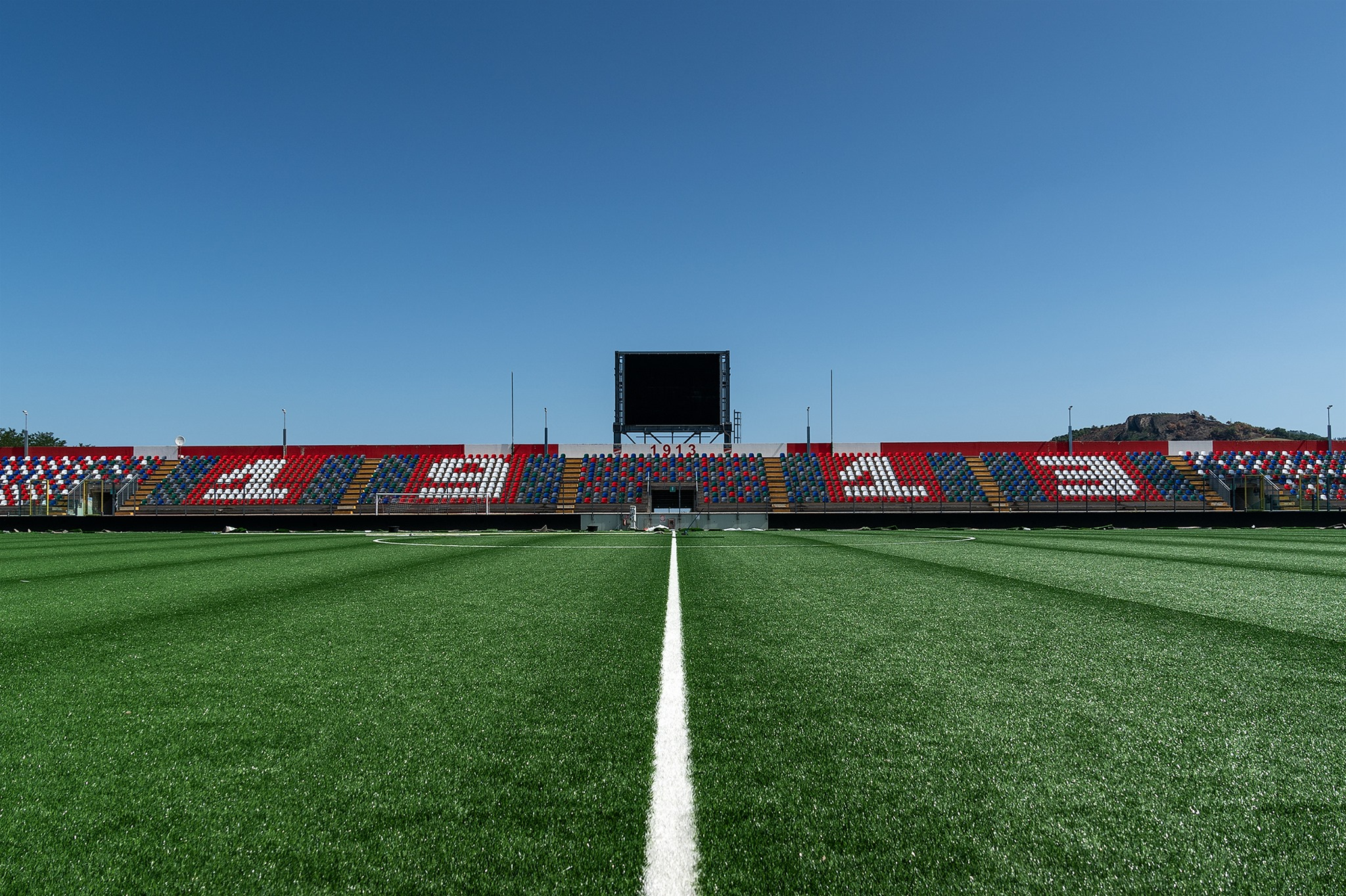
Settore Tribuna Est

Nel novembre del 2015 sono cominciati i lavori di adeguamento per la serie cadetta che riguardano: l'adeguamento della sala di prelievo ematico all´interno del locale adibito a controllo antidoping, una nuova illuminazione sul campo da gioco, l'installazione di panchine suppletive, la realizzazione di un nuovo sistema di videosorveglianza digitalizzato, un impianto di diffusione sonora verso l'esterno, l'adeguamento dell´area stampa, un rinnovato sistema per la gestione degli accessi, con tornelli, e un ingresso separato ai parcheggi per gli ospiti. In più, è stata realizzata la nuova sala Gos, ossia Gruppo operativo sicurezza.
Nell'agosto del 2019 sono stati effettuati lavori di manutenzione straordinaria riguardanti l'installazione di sedute con schienale in tribuna laterale coperta e in tribuna est e la sostituzione del manto sintetico Polytan Ligaturf RS Pro 2 con shock-pad elastico prestazionale e drenante Elastic Layer in situ, infill Fusion GT, un mix di intaso naturale e granuli di gomma vergine 100%. Questo impianto dispone di una tecnologia all’avanguardia mondiale, Smart Tracks, che permette il monitoraggio dei dati atletici in tempo reale tramite apposita app da smartphone o tablet. Tutto ciò è possibile grazie a dei particolari sensori installati all’interno della superficie di gioco.

## Caratteristiche
- Indirizzo: Piano d'Accio
- Dimensioni: 105 m x 68 m
- Capienza spettatori: 8 840 totali
- Capienza spettatori per concerti: 20.000 totali